# Aérodrome d'Ambert - Le Poyet
L’aérodrome d’Ambert - Le Poyet (code OACI : LFHT) est un aérodrome civil, ouvert à la circulation aérienne publique (CAP), situé sur la commune d’Ambert, à 3,7 km au sud du centre-ville, dans le Puy-de-Dôme (région Auvergne, France).
Il est utilisé pour la pratique d’activités de loisirs et de tourisme (aviation légère et aéromodélisme).

## Installations
L’aérodrome dispose d’une piste bitumée orientée nord-sud (02/20), longue de 736 mètres et large de 18.
L’aérodrome n’est pas contrôlé. Les communications s’effectuent en auto-information sur la fréquence de 123,500 MHz.
S’y ajoutent :
- des aires de stationnement ;
- des hangars ;
- une station d’avitaillement en carburant (100LL) et en lubrifiant[2].

## Activités
- Aéroclub du Livradois-Forez
- Cercle aéronautique d’Ambert
- Club ULM du Livradois-Forez